# 榎並城
榎並城（えなみじょう）は、摂津国東生郡榎並荘、現在の大阪府大阪市城東区野江付近にあった日本の城。ここの東側に存在した室町幕府料所河内十七箇所に因み、別名を十七箇所城（じゅうななかしょじょう）とも言った。

## 概要
榎並城は江口の戦いで8ヵ月間籠城した堅城であるのにもかかわらず、城郭については不明な点が多い。
この地は茨田堤築造によって陸地化した場所で、平安時代に榎並荘という荘園が成立した。地域の南側は旧大和川と旧淀川の合流地点で、周囲は氾濫原・低湿地であり、野江水神社付近のわずかな高台に築かれたのではないかと思われる。しかし、その城跡も元禄17年（1704年）2月27日から始まった大和川の付け替え工事に伴って、現在と大きく地形が変化し場所の特定など困難になってしまっている。
「此城は元来も宗三が館なれば、究竟（きゅうきょう）の要害を拵（こさ）へ、日来は子息衛門大夫政勝を籠置たり」（『万松院殿穴太記』）との記載が見受けられる。宗三は三好政長の事で衛門大夫政勝は政長の息子三好政勝（宗渭）の事を指し、強固な城郭を築いたのではないかと推察されている。

## 沿革
城史については大きく3つに分けられる。

### 楠木時代
榎並の地の初見は南北朝の争乱の時で、北朝に寝返った楠木正儀が応安2年（1369年）3月、天王寺から榎並に退いて陣をしいたという記録がある（『花宮三代記』）。この時の陣所はどこか定かではないが、『日本城郭大系』によると、地勢からいって野江水神社周辺であったと解説している。ただ、この時の陣所が後の強固な城郭に繋がっていたのかは定かではない。

### 三好時代

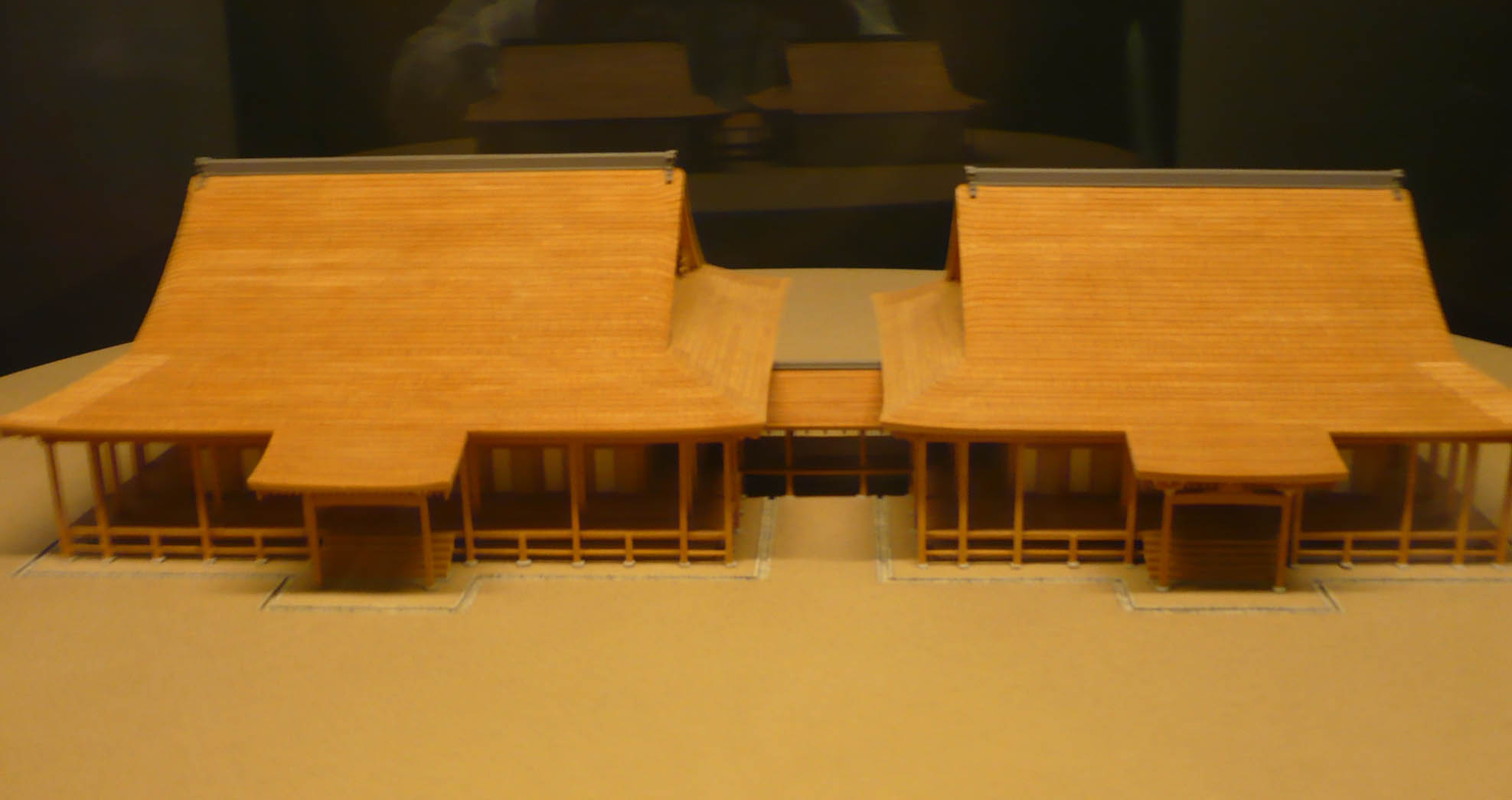
石山本願寺の復興模型

城として明確に記述されているのが天文17年（1548年）10月28日、この時三好長慶方が榎並城を攻め、後に摂津各地で放火されるが（『細川両家記』）、この時が城としての文献上の初見である。江口の戦いの始まりが、この10月28日の記述ではないかと思われている。その後三好政長は江口城で討死、三好政勝も父の死をきっかけに瓦林城に逃げ去って行った。廃城については記録がないので解らないが、その後文献から姿を消したことから、この時に廃城になったと思われる。

### 石山本願寺時代
榎並城が廃城になった後、この城跡を石山本願寺が再利用したと推定されている。石山合戦の時に51の支城が作られたが、によるとその51の支城の中に「野江」という名前が見受けられる（『陰徳太平記』）。これにより「野江城、野江砦は榎並城跡を再利用し、その位置は野江水神社付近が最も有力である」と指摘されている。

## 野江水神社
この地は度々大きな水害に悩まされていたが、榎並城を築城している最中にも水害にあい、それを鎮めるために三好政長が守護神として城内に社を建てたのが野江水神社の始まりと言われている。この時の社の位置が現在の社殿の位置と言われているので、おそらくこの野江水神社を含めた部分が城郭であったと推察されている。また豊臣秀吉も大坂城を築城する際には、社殿を修築し国家泰平を祈願したとの伝承が残っている。

## 城跡へのアクセス
- 電車でのアクセス
  - Osaka Metro谷町線「野江内代駅」 - 徒歩約5分
- 車でのアクセス
  - 阪神高速12号守口線「城北出口」
  - 近隣に駐車場無し（野江水神社に参拝者用の駐車場が1,2台あり）